# بولت فور مای ولنتاین
بولت فور مای ولنتاین (به انگلیسی: Bullet for My Valentine) یا به اختصار BFMV یک گروه بریتانیایی ترش متال است که در سال ۱۹۹۸ در بریجند کشور ولز آغاز به کار کرد. این گروه با سینگل ترک Tears don't fall که در سال ۲۰۰۶ منتشر شد به شهرت رسید.

## اعضا

### اعضا فعلی
- متیو "مت" تاک : خواننده اصلی، گیتار ریتم (۱۹۹۸ تا کنون)
- مایکل "پج" پیجیت : گیتار لید، همخوان (۱۹۹۸ تا کنون)
- جیمی متیاس : بیس، همخوان (۲۰۱۵ تا کنون)
- جیسون بولد : درام، پرکاشن (۲۰۱۷ تا کنون)

### اعضا پیشین
- نیک کرندل : بیس  (۱۹۹۸ تا ۲۰۰۳)
- جیسون جیمز : بیس، همخوان (۲۰۰۳ تا ۲۰۱۵)
- مایکل موس توماس : درام، پرکاشن (۱۹۹۸ تا ۲۰۱۷)